# Duben 2006

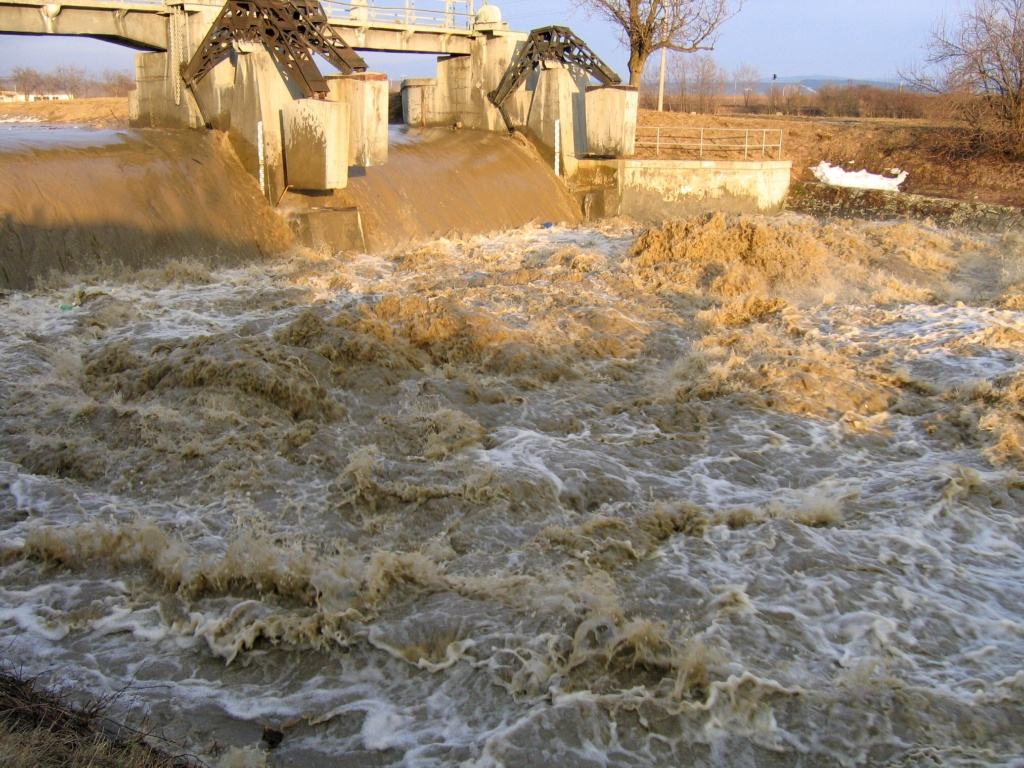
Rozvodněná Olšava v Uherském Brodě

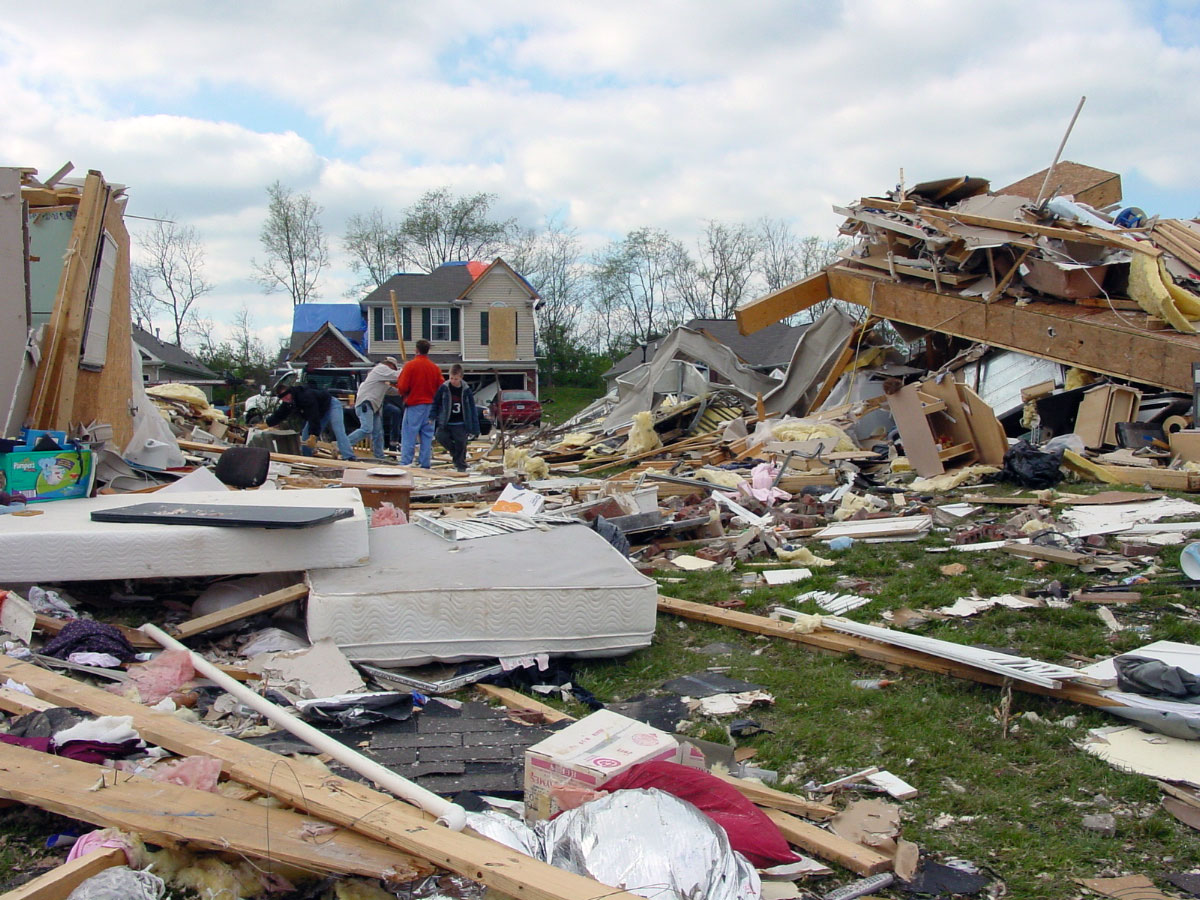
Tornádem zničené domy ve státě Gallatin ve Spojených státech

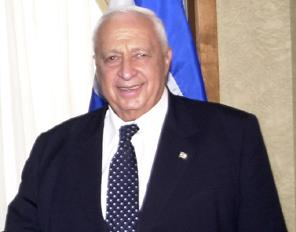
Ariel Šaron, byl prohlášen za neschopného výkonu premiérského úřadu, protože 4. ledna utrpěl těžkou mozkovou mrtvici a upadl do přetrvávajícího kómatu

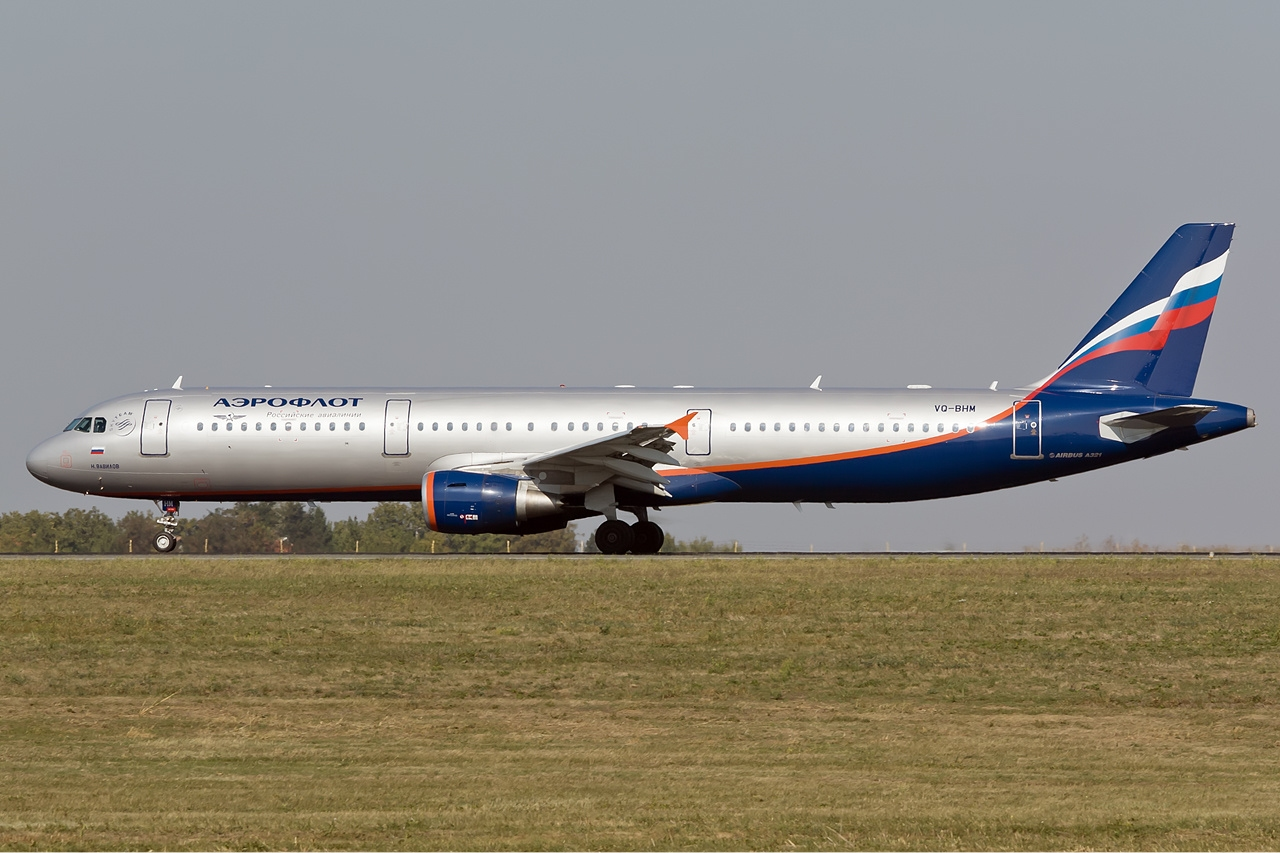
Ruská letecká společnost Aeroflot se přidala ke globální alianci SkyTeam

2. dubna – neděle
 V Olomouci, kde záplavy kulminují, došlo k protržení ochranné hráze a voda z Moravy se dere do níže položených částí města. Záplavy kulminovaly i ve Veselí nad Lužnicí, část města byla zaplavena.
5. dubna – středa
 Většina řek v Čechách i na Moravě velmi pomalu klesá. Byla oznámena celkem 7. oběť povodní v Česku – šestiletý chlapec byl nalezen utonulý v řece Svatavě na Karlovarsku.
6. dubna – čtvrtek
 Novozélandský znakový jazyk se stal třetím úředním jazykem Nového Zélandu. Připojil se tak k angličtině a maorštině.
7. dubna – pátek
 Několik po sobě jdoucích tornád v americkém státě Tennessee způsobilo v pátek smrt 11 lidí. Většina jich zemřela v městě Sumner County, severně od Nashvillu. Celkem je v této oblasti za poslední týden hlášeno 27 obětí na životech a přes 1000 zničených domů.
8. dubna – sobota
 Sílící protivládní demonstrace a ozbrojené útoky povstalců v Nepálu byly příčinou vyhlášení všeobecného zákazu vycházení po celý tento víkend. Proti samovládě krále Gjánéndry se staví především ozbrojené skupiny maoistických rebelů, které během uplynulého týdne zaútočily na města v jihozápadní části země.
 Světová zdravotnická organizace uvedla, že průměrná délka života v Zimbabwe je 37 let u mužů a 34 let u žen.
9. dubna – neděle
 V prvním kole maďarských parlamentních voleb získala většinu vládní Maďarské socialistické strany (67,7 %).
10. dubna – pondělí
 Francouzská vláda oznámila stažení zákona Contrat première embauche, který vyvolal měsíc trvající demonstrace v Paříži a dalších městech.
11. dubna – úterý
 Evropská rada vybrala německé město Essen za Evropské hlavní město kultury pro rok 2010.
Evropská kosmická agentura potvrdila, že sonda Venus Express byla úspěšně navedena na oběžnou dráhu kolem planety Venuše.
 Vítězem voleb v Itálii se stala koalice Romana Prodiho, která získala 49,81 % hlasů a předstihla tak o 0,1 % hlasů koalici vedenou dosavadním premiérem Silviem Berlusconim, která získala 49,71 % hlasů. Berlusconi odmítl výsledek uznat a požaduje přepočtení hlasů.
 Ariel Šaron byl dnes prohlášen za trvale neschopného výkonu premiérského úřadu. Stalo se tak proto, že zákony Izraele umožňují dočasné zastoupení premiéra pouze po dobu 100 dnů, přičemž tento termín vyprší v pátek 14. dubna. Pokud by se Ariel Šaron probral z kómatu před tímto datem a byl schopen úřad vykonávat, nevstoupí toto prohlášení v platnost, ale lékaři nevidí žádnou naději, že by k něčemu takovému mělo dojít.
 Íránský prezident Mahmúd Ahmadínežád oznámil, že se íránským vědcům podařilo úspěšně obohatit uran. V televizním projevu doslova řekl: „Oficiálně oznamuji, že se Írán připojil k zemím, které ovládají jaderné technologie.“
12. dubna – středa
 Exploze nálože v autě zabila před šíitskou mešitou v iráckém městě Huvajdír dvacet lidí a minimálně dalších třicet Iráčanů bylo zraněno.
13. dubna – čtvrtek
 Kuba odmítla prodloužit platnost víza prvnímu tajemníkovi českého velvyslanectví v Havaně Stanislavu Kázeckému. Diplomat má 72 hodin na opuštění ostrova. Pravděpodobným důvodem je dlouhodobá podpora kubánských disidentů a kritika dodržování lidských práv na Kubě ze strany české politické reprezentace.
16. dubna – neděle
Mezinárodní aliance leteckých přepravců SkyTeam, do níž patří i České aerolinie (ČSA) se rozšířila o desátou leteckou společnost - ruský Aeroflot po podpisu smlouvy v Moskvě. Aeroflot provozuje denně 302 letů a jeho flotila má 81 letadel.
17. dubna – pondělí
 V Izraelském Tel Avivu došlo k prvnímu sebevražednému bombovému útoku od volebního vítězství palestinského hnutí Hamás. K odpovědnosti za smrt minimálně 9 obětí se přihlásily dvě palestinské organizace: Islámský džihád a Brigády mučedníků Al-Aksá.
18. dubna – úterý
 Balkánské státy Rumunsko, Bulharsko a Srbsko se potýkají s rozvodněným Dunajem. Hladina řeky dosahuje historicky rekordní úrovně, byly evakuovány tisíce lidí a pobořeny stovky domů. Na řadě míst byl vyhlášen výjimečný stav a na pomoc obyvatelstvu byla nasazena armáda.
19. dubna – středa
 Italský kasační soud potvrdil již dříve vyhlášené výsledky parlamentních voleb z 9. a 10. dubna, ve kterých zvítězila koalice levého středu vedená bývalým předsedou Evropské komise Romanem Prodim. Stížnost proti zveřejněnému výsledku voleb podala strana úřadujícího premiéra Silvia Berlusconiho.
20. dubna – čtvrtek
 Belgický parlament schválil nejtěsnějším možným rozdílem zákon, umožňující homosexuálním párům adoptovat děti. Belgie se tak stala druhou zemí po Nizozemsko, kde je adopce umožněna.
 Singapurský prezident Sellapan Ramanathan rozpustil parlament. Předčasné volby proběhnou 14. května.
 Snyder Rini se stal novým premiérem Šalomounových ostrovů. Jeho zvolení vyvolalo vlny protestů namířených proti místní čínské komunitě.
 Zastupitelé Pardubického kraje rozhodli o přípravě změn územního plánu pro výstavbu tzv. jižní varianty dálnice D35.
21. dubna – pátek
 Britská královna Alžběta II. se dožívá 80. narozenin.
 Zemětřesení o síle 7,7 stupně Richterovy škály zasáhlo v noci oblast Kamčatky. Epicentrum se nacházelo asi 12 km pod Beringovým mořem. Oblast není osídlena, proto nedošlo ke ztrátám na životech. Síla zemětřesení je srovnatelná s ničivým zemětřesením, které postihlo San Francisco v roce 1906.
23. dubna – neděle
 Parlamentní volby v Maďarsku vyhrála ve 2. kole Maďarská socialistická strana (MSZP) současného premiéra Ference Gyurcsánye. Je to první případ od konce Studené války, kdy byla vláda znovu zvolena do dalšího období.
 Neviditelný pes oslavil 10 let velmi viditelné existence.
 V reakci na protičínské demonstrace začalo stahování etnických Číňanů ze Singapuru.
24. dubna – pondělí
 Podle výzkumů CVVM by volby konané v březnu vyhrála ODS (26,5 %) následovaná ČSSD (23 %). Do Sněmovny by se dostala ještě KSČM (13,5 %), Strana zelených (10 %) a KDU-ČSL (9,5 %). Volební účast by se pohybovala kolem 68 %.
 Exploze 3 náloží zabily v egyptském letovisku Dahab na Sinajském poloostrově desítky lidí a dalších minimálně 150 osob bylo zraněno. Jedná se pravděpodobně o útok militantních islamistických teroristů, kteří nálože odpálili na dálku.
25. dubna - úterý
 Poslanecká sněmovna přehlasovala veto prezidenta Václava Klause a schválila znění Zákona o nemocenském pojištění, podle kterého bude první dva týdny nemoci hradit svým zaměstnancům jejich zaměstnavatel. Jako kompenzace budou podnikům sníženy povinné odvody na nemocenské pojištění z 3,3 % na 1,4 %.
 Jiří Dědeček, známý básník a písničkář, byl zvolen novým šéfem českého PEN klubu.
26. dubna – středa
 Neznámí útočníci v noci surově zbili v Praze poblíž parlamentu místopředsedu KSČM Jiřího Dolejše. Útok má zřejmě politický podtext a všechny parlamentní strany jej odsoudily.
 Ukrajina si připomněla 20. výročí havárie v Černobylské jaderné elektrárně.
 Snyder Rini rezignoval na post premiéra Šalomounových ostrovů.
27. dubna – čtvrtek
 V Polsku byla vytvořena nová (menšinová) vláda z koalice sociálně konzervativní strany Právo a spravedlnost (PiS), nacionalistické strany Sebeobrana a části nacionalistické Ligy polských rodin (LPR).
 Izraelská strana Kadima vytvořila koaliční vládu s levicovou Stranou práce.
 V New Yorku začala na tzv. Ground Zero výstavba Věže svobody – 1776 stop (541,3 m) vysokého památníku obětí teroristických útoku 11. září 2001.
29. dubna – sobota
 Tisíce Američanů v sobotu demonstrovaly na Manhattanu v centru New Yorku proti válce v Iráku. Mezi demonstrujícími lidmi bylo i několik známých osobností a vedoucích aktivistů v protiválečných kampaních